# Iraq al Turkvision Song Contest
L'Iraq ha partecipato a 3 edizioni del Turkvision Song Contest a partire dal debutto del concorso nel 2013. La rete che cura le varie partecipazioni è la Türkmeneli TV. Si ritira nel 2020.

## Partecipazioni
- Primo posto
- Secondo posto
- Terzo posto
- Ultimo posto

| Anno                            | Artista      | Canzone                 | Posizione | Punti | Note  |
| ------------------------------- | ------------ | ----------------------- | --------- | ----- | ----- |
| 2013                            | Ahmet Tuzlu  | "Kerkük'ten Yola Çikak" | -         | -     | [ 1 ] |
| 2014                            | Ahmet Tuzlu  | "Çal Kalbimi"           | -         | -     | [ 1 ] |
| 2015                            | Oğuz Sirmali | "Serenat"               | 17        | 137   |       |
| Nessuna partecipazione nel 2020 |              |                         |           |       |       |